# رزگار امانی
رزگار امانی زادهٔ (۱ ژوئن ۱۹۹۲) بازیکن فوتبال ایرانی-فنلاندی باشگاه فوتبال اولند است که لیگ دستهٔ سوم فوتبال فنلاند بازی می‌کند.